# Костянтин Бродський
Бродський Кирило (чернече ім'я Костянтин; *1712, Китайгород — 1763, Харків) — викладач, ректор Харківського колегіуму, архімандрит. Вихованець Києво-Могилянська академії. Походив з родини священика.

## Біографія
Навчався у Києво-Могилянській академії (1726–1743), вважався одним з найздібніших студентів. Т. Александрович, студент Києво-Могилянської академії, потім відомий учений, серед найкращих студентів, які слухали риторику у професора С. Кулябки, називає В. Лящевського, Д. Галяховського, П. Максимовича і К. Бродського.
У відомості учнів класу богослов'я (1740) проти імені Бродського стоїть найвища позначка — «преизряден».
Закінчивши повний курс навчання, прийняв чернечий постриг в Києво-Печерській Лаврі і працював коректором Лаврської друкарні.
17 липня 1745 за указом Синоду відправлений до Московської слов'яно-греко-латинської академії, де викладав філософію, а з серпня 1749 — богослов'я.
З липня 1748 — префект, а в 1753–1763 роках — професор і ректор Харківського колегіуму.
Одночасно був архімандритом Харківського Покровського монастиря.

## Архіви
- ЦДІАК України, ф. 128, оп. 1 черн., спр. 2, арк. 201 зв.; спр. 4, арк. 167—168.